# Topos (film)
Pour plus de détails, voir Fiche technique et Distribution.
Topos (Τόπος) est un film grec réalisé par Antouanétta Angelídi et sorti en 1985.

## Synopsis
Film expérimental explorant le passage du temps à travers l'art et la féminité.

## Fiche technique
- Titre : Topos
- Titre original : Τόπος
- Réalisation : Antouanétta Angelídi
- Scénario : Antouanétta Angelídi et Clairi Mitsotaki
- Direction artistique : Costas Angelidakis
- Décors : Costas Angelidakis
- Costumes : Lily Kendaka
- Photographie : Stavros Hassapis
- Son :
- Montage : Antonis Tembos
- Musique : Giorgos Apergis
- Voix chantées : Anita Santorineou, Martine Viard
- Production :  Centre du cinéma grec et Antouanétta Angelídi
- Pays d'origine :  Grèce
- Langue : grec
- Format :  Couleurs/Noir et blanc - Format de pellicule - Format de projection  - Procédé sonore
- Genre : Film expérimental
- Durée : 85 minutes
- Dates de sortie : 1985

## Distribution
- Jany Gastaldi
- Maya Liberopoulou
- Anita Santorineou

## Récompenses
- Festival du cinéma grec 1985 (Thessalonique) : Prix spécial du jury, meilleur son, prix de l'Union panhellénique des critiques de cinéma (PEKK)